# Верх-Пайвинська сільська рада
Верх-Па́йвинська сільська рада (рос. Верх-Пайвинский сельский совет) — сільське поселення у складі Баєвського району Алтайського краю Росії.
Адміністративний центр та єдиний населений пункт — село Верх-Пайва.

## Населення
Населення — 612 осіб (2019; 767 в 2010, 1162 у 2002).